# National Football League 2001
La stagione NFL 2001 fu la 82ª stagione sportiva della National Football League, la massima lega professionistica statunitense di football americano. La finale del campionato, il Super Bowl XXXVI, si disputò il 3 febbraio 2002 al Louisiana Superdome di New Orleans, in Louisiana e si concluse con la vittoria dei New England Patriots sui Saint Louis Rams per 20 a 17. La stagione iniziò il 9 settembre 2001 e si concluse con il Pro Bowl 2002 che si tenne il 10 febbraio 2002 a Honolulu.
La stagione fu l'ultima giocata con la formula delle 31 squadre divise in 6 Division.

## Modifiche alle regole
- Venne stabilito che, dopo il recupero di un fumble, l'azione successiva dovesse iniziare dal punto in cui è stato effettuato il recupero e non dal punto in cui il giocatore che ha effettuato il recupero è stato portato dall'inerzia dell'azione. Questa modifica fu adottata in seguito alle situazioni verificatesi in due partite della stagione precedente, Atlanta Falcons–Carolina Panthers[1] e Oakland Raiders–Seattle Seahawks[2], nelle quali fu assegnato un safety perché un giocatore della difesa, dopo aver recuperato un fumble era stato portato dall'impeto dell'azione nella propria end zone.
- Venne resa più restrittiva la regola relativa agli insulti in campo.
- Venne resa più restrittiva la regola sulla violenza sul passatore.

## Stagione regolare
La stagione regolare iniziò il 9 settembre e terminò il 7 gennaio 2002, si svolse in 17 giornate durante le quali ogni squadra disputò 16 partite secondo le regole del calendario della NFL. Le partite previste per il 16 e 17 settembre subirono dei rinvii dovuti ai fatti dell'11 settembre 2001 e vennero recuperate il 6 e 7 gennaio 2002.

### Risultati della stagione regolare
- V = Vittorie, S = Sconfitte, P = Pareggi, PCT = Percentuale di vittorie, PF = Punti Fatti, PS = Punti Subiti
- La qualificazione ai play-off è indicata in verde (tra parentesi il seed)

| AFC East                 |    |    |   |     |     |     |
| Squadra                  | V  | S  | P | PCT | PF  | PS  |
| (2) New England Patriots | 11 | 5  | 0 | 688 | 371 | 272 |
| (4) Miami Dolphins       | 11 | 5  | 0 | 688 | 344 | 290 |
| (6) New York Jets        | 10 | 6  | 0 | 625 | 308 | 295 |
| Indianapolis Colts       | 6  | 10 | 0 | 375 | 413 | 486 |
| Buffalo Bills            | 3  | 13 | 0 | 188 | 265 | 420 |

| NFC East                |    |    |   |     |     |     |
| Squadra                 | V  | S  | P | PCT | PF  | PS  |
| (3) Philadelphia Eagles | 11 | 5  | 0 | 688 | 343 | 208 |
| Washington Redskins     | 8  | 8  | 0 | 500 | 256 | 303 |
| New York Giants         | 7  | 9  | 0 | 438 | 294 | 321 |
| Arizona Cardinals       | 7  | 9  | 0 | 438 | 295 | 343 |
| Dallas Cowboys          | 5  | 11 | 0 | 313 | 246 | 338 |

| AFC Central             |    |    |   |     |     |     |
| Squadra                 | V  | S  | P | PCT | PF  | PS  |
| (1) Pittsburgh Steelers | 13 | 3  | 0 | 813 | 352 | 212 |
| (5) Baltimore Ravens    | 10 | 6  | 0 | 625 | 303 | 265 |
| Cleveland Browns        | 7  | 9  | 0 | 438 | 285 | 319 |
| Tennessee Titans        | 7  | 9  | 0 | 438 | 336 | 388 |
| Jacksonville Jaguars    | 6  | 10 | 0 | 375 | 294 | 286 |
| Cincinnati Bengals      | 6  | 10 | 0 | 375 | 226 | 309 |

| NFC Central              |    |    |   |     |     |     |
| Squadra                  | V  | S  | P | PCT | PF  | PS  |
| (2) Chicago Bears        | 13 | 3  | 0 | 813 | 338 | 203 |
| (4) Green Bay Packers    | 12 | 4  | 0 | 750 | 390 | 266 |
| (6) Tampa Bay Buccaneers | 9  | 7  | 0 | 563 | 324 | 280 |
| Minnesota Vikings        | 5  | 11 | 0 | 313 | 290 | 390 |
| Detroit Lions            | 2  | 14 | 0 | 125 | 270 | 424 |

| AFC West            |    |    |   |     |     |     |
| Squadra             | V  | S  | P | PCT | PF  | PS  |
| (3) Oakland Raiders | 10 | 6  | 0 | 625 | 399 | 327 |
| Seattle Seahawks    | 9  | 7  | 0 | 563 | 301 | 324 |
| Denver Broncos      | 8  | 8  | 0 | 500 | 340 | 339 |
| Kansas City Chiefs  | 6  | 10 | 0 | 375 | 320 | 344 |
| San Diego Chargers  | 5  | 11 | 0 | 313 | 332 | 321 |

| NFC West                |    |    |   |     |     |     |
| Squadra                 | V  | S  | P | PCT | PF  | PS  |
| (1) Saint Louis Rams    | 14 | 2  | 0 | 875 | 503 | 273 |
| (5) San Francisco 49ers | 12 | 4  | 0 | 750 | 409 | 282 |
| New Orleans Saints      | 7  | 9  | 0 | 438 | 333 | 282 |
| Atlanta Falcons         | 7  | 9  | 0 | 438 | 291 | 377 |
| Carolina Panthers       | 1  | 15 | 0 | 63  | 253 | 410 |

## Play-off
I play-off iniziarono con il Wild Card Weekend il 12 e 12 gennaio 2002. I Divisional Playoff si giocarono il 19 e 20 gennaio e i Conference Championship Game il 27 gennaio. Il Super Bowl XXXVI si giocò il 3 febbraio al Louisiana Superdome di New Orleans.

### Seeding
| Seed | American Football Conference                | National Football Conference             |
| ---- | ------------------------------------------- | ---------------------------------------- |
| 1    | Pittsburgh Steelers (vincitori AFC Central) | Saint Louis Rams (vincitori NFC West)    |
| 2    | New England Patriots (vincitori AFC East)   | Chicago Bears (vincitori NFC Central)    |
| 3    | Oakland Raiders (vincitori AFC West)        | Philadelphia Eagles (vincitori NFC East) |
| 4    | Miami Dolphins                              | Green Bay Packers                        |
| 5    | Baltimore Ravens                            | San Francisco 49ers                      |
| 6    | New York Jets                               | Tampa Bay Buccaneers                     |

### Incontri
| Wild Card Game | Wild Card Game                           | Wild Card Game                           | Wild Card Game                           |    |              | Divisional Play-off        | Divisional Play-off            | Divisional Play-off        |                                  |                                  | Conference Championship          | Conference Championship | Conference Championship |  |  | Super Bowl XXXVI | Super Bowl XXXVI | Super Bowl XXXVI | Super Bowl XXXVI | Super Bowl XXXVI |
|                |                                          |                                          |                                          |    |              |                            |                                |                            |                                  |                                  |                                  |                         |                         |  |  |                  |                  |                  |                  |                  |
|                | 12 gennaio - Veterans Stadium            | 12 gennaio - Veterans Stadium            | 12 gennaio - Veterans Stadium            |    |              | 19 gennaio - Soldier Field | 19 gennaio - Soldier Field     | 19 gennaio - Soldier Field |                                  |                                  |                                  |                         |                         |  |  |                  |                  |                  |                  |                  |
|                | 12 gennaio - Veterans Stadium            | 12 gennaio - Veterans Stadium            | 12 gennaio - Veterans Stadium            |    |              | 19 gennaio - Soldier Field | 19 gennaio - Soldier Field     | 19 gennaio - Soldier Field |                                  |                                  |                                  |                         |                         |  |  |                  |                  |                  |                  |                  |
|                | 12 gennaio - Veterans Stadium            | 12 gennaio - Veterans Stadium            | 12 gennaio - Veterans Stadium            |    |              | 19 gennaio - Soldier Field | 19 gennaio - Soldier Field     | 19 gennaio - Soldier Field |                                  |                                  |                                  |                         |                         |  |  |                  |                  |                  |                  |                  |
|                | 12 gennaio - Veterans Stadium            | 12 gennaio - Veterans Stadium            | 12 gennaio - Veterans Stadium            |    |              | 19 gennaio - Soldier Field | 19 gennaio - Soldier Field     | 19 gennaio - Soldier Field |                                  |                                  |                                  |                         |                         |  |  |                  |                  |                  |                  |                  |
|                | 6                                        | Tampa Bay                                | 9                                        |    |              | 19 gennaio - Soldier Field | 19 gennaio - Soldier Field     | 19 gennaio - Soldier Field |                                  |                                  |                                  |                         |                         |  |  |                  |                  |                  |                  |                  |
|                | 6                                        | Tampa Bay                                | 9                                        | 3  | Philadelphia | 33                         |                                |                            |                                  |                                  |                                  |                         |                         |  |  |                  |                  |                  |                  |                  |
|                | 3                                        | Philadelphia                             | 31                                       | 3  | Philadelphia | 33                         |                                |                            | 27 gennaio - Edward Jones Dome   | 27 gennaio - Edward Jones Dome   | 27 gennaio - Edward Jones Dome   |                         |                         |  |  |                  |                  |                  |                  |                  |
|                | 3                                        | Philadelphia                             | 31                                       | 2  | Chicago      | 19                         |                                |                            | 27 gennaio - Edward Jones Dome   | 27 gennaio - Edward Jones Dome   | 27 gennaio - Edward Jones Dome   |                         |                         |  |  |                  |                  |                  |                  |                  |
|                |                                          |                                          |                                          | 2  | Chicago      | 19                         |                                |                            | 27 gennaio - Edward Jones Dome   | 27 gennaio - Edward Jones Dome   | 27 gennaio - Edward Jones Dome   |                         |                         |  |  |                  |                  |                  |                  |                  |
|                |                                          |                                          |                                          |    |              |                            |                                |                            | 27 gennaio - Edward Jones Dome   | 27 gennaio - Edward Jones Dome   | 27 gennaio - Edward Jones Dome   |                         |                         |  |  |                  |                  |                  |                  |                  |
|                | 13 gennaio - Lambeau Field               | 13 gennaio - Lambeau Field               | 13 gennaio - Lambeau Field               | 3  | Philadelphia | 24                         |                                |                            |                                  |                                  |                                  |                         |                         |  |  |                  |                  |                  |                  |                  |
|                | 13 gennaio - Lambeau Field               | 13 gennaio - Lambeau Field               | 13 gennaio - Lambeau Field               | 3  | Philadelphia | 24                         | 20 gennaio - Edward Jones Dome |                            |                                  |                                  |                                  |                         |                         |  |  |                  |                  |                  |                  |                  |
|                | 13 gennaio - Lambeau Field               | 13 gennaio - Lambeau Field               | 13 gennaio - Lambeau Field               |    | 1            | St. Louis                  | 29                             |                            |                                  |                                  |                                  |                         |                         |  |  |                  |                  |                  |                  |                  |
|                | 13 gennaio - Lambeau Field               | 13 gennaio - Lambeau Field               | 13 gennaio - Lambeau Field               |    | 1            | St. Louis                  | 29                             |                            |                                  |                                  |                                  |                         |                         |  |  |                  |                  |                  |                  |                  |
|                | 5                                        | San Francisco                            | 15                                       |    |              |                            |                                |                            |                                  |                                  |                                  |                         |                         |  |  |                  |                  |                  |                  |                  |
|                | 5                                        | San Francisco                            | 15                                       | 4  | Green Bay    | 17                         |                                |                            |                                  |                                  |                                  |                         |                         |  |  |                  |                  |                  |                  |                  |
|                | 4                                        | Green Bay                                | 25                                       | 4  | Green Bay    | 17                         |                                |                            | 3 febbraio - Louisiana Superdome | 3 febbraio - Louisiana Superdome | 3 febbraio - Louisiana Superdome |                         |                         |  |  |                  |                  |                  |                  |                  |
|                | 4                                        | Green Bay                                | 25                                       | 1  | St. Louis    | 45                         |                                |                            | 3 febbraio - Louisiana Superdome | 3 febbraio - Louisiana Superdome | 3 febbraio - Louisiana Superdome |                         |                         |  |  |                  |                  |                  |                  |                  |
|                |                                          |                                          |                                          | 1  | St. Louis    | 45                         |                                |                            |                                  | 3 febbraio - Louisiana Superdome | 3 febbraio - Louisiana Superdome |                         |                         |  |  |                  |                  |                  |                  |                  |
|                |                                          |                                          |                                          |    |              |                            |                                |                            |                                  | 3 febbraio - Louisiana Superdome | 3 febbraio - Louisiana Superdome |                         |                         |  |  |                  |                  |                  |                  |                  |
|                | 12 gennaio - Network Associates Coliseum | 12 gennaio - Network Associates Coliseum | 12 gennaio - Network Associates Coliseum | N1 | St. Louis    | 17                         |                                |                            |                                  |                                  |                                  |                         |                         |  |  |                  |                  |                  |                  |                  |
|                | 12 gennaio - Network Associates Coliseum | 12 gennaio - Network Associates Coliseum | 12 gennaio - Network Associates Coliseum | N1 | St. Louis    | 17                         | 19 gennaio - Foxboro Stadium   |                            |                                  |                                  |                                  |                         |                         |  |  |                  |                  |                  |                  |                  |
|                | 12 gennaio - Network Associates Coliseum | 12 gennaio - Network Associates Coliseum | 12 gennaio - Network Associates Coliseum |    | A2           | New England                | 20                             |                            |                                  |                                  |                                  |                         |                         |  |  |                  |                  |                  |                  |                  |
|                | 12 gennaio - Network Associates Coliseum | 12 gennaio - Network Associates Coliseum | 12 gennaio - Network Associates Coliseum |    | A2           | New England                | 20                             |                            |                                  |                                  |                                  |                         |                         |  |  |                  |                  |                  |                  |                  |
|                | 6                                        | N.Y. Jets                                | 24                                       |    |              |                            |                                |                            |                                  |                                  |                                  |                         |                         |  |  |                  |                  |                  |                  |                  |
|                | 6                                        | N.Y. Jets                                | 24                                       | 3  | Oakland      | 13                         |                                |                            |                                  |                                  |                                  |                         |                         |  |  |                  |                  |                  |                  |                  |
|                | 3                                        | Oakland                                  | 38                                       | 3  | Oakland      | 13                         |                                |                            | 27 gennaio - Heinz Field         | 27 gennaio - Heinz Field         | 27 gennaio - Heinz Field         |                         |                         |  |  |                  |                  |                  |                  |                  |
|                | 3                                        | Oakland                                  | 38                                       | 2  | New England  | 16                         |                                |                            | 27 gennaio - Heinz Field         | 27 gennaio - Heinz Field         | 27 gennaio - Heinz Field         |                         |                         |  |  |                  |                  |                  |                  |                  |
|                |                                          |                                          |                                          | 2  | New England  | 16                         |                                |                            | 27 gennaio - Heinz Field         | 27 gennaio - Heinz Field         | 27 gennaio - Heinz Field         |                         |                         |  |  |                  |                  |                  |                  |                  |
|                |                                          |                                          |                                          |    |              |                            |                                |                            | 27 gennaio - Heinz Field         | 27 gennaio - Heinz Field         | 27 gennaio - Heinz Field         |                         |                         |  |  |                  |                  |                  |                  |                  |
|                | 13 gennaio - Pro Player Stadium          | 13 gennaio - Pro Player Stadium          | 13 gennaio - Pro Player Stadium          | 2  | New England  | 24                         |                                |                            |                                  |                                  |                                  |                         |                         |  |  |                  |                  |                  |                  |                  |
|                | 13 gennaio - Pro Player Stadium          | 13 gennaio - Pro Player Stadium          | 13 gennaio - Pro Player Stadium          | 2  | New England  | 24                         | 20 gennaio - Heinz Field       |                            |                                  |                                  |                                  |                         |                         |  |  |                  |                  |                  |                  |                  |
|                | 13 gennaio - Pro Player Stadium          | 13 gennaio - Pro Player Stadium          | 13 gennaio - Pro Player Stadium          |    | 1            | Pittsburgh                 | 17                             |                            |                                  |                                  |                                  |                         |                         |  |  |                  |                  |                  |                  |                  |
|                | 13 gennaio - Pro Player Stadium          | 13 gennaio - Pro Player Stadium          | 13 gennaio - Pro Player Stadium          |    | 1            | Pittsburgh                 | 17                             |                            |                                  |                                  |                                  |                         |                         |  |  |                  |                  |                  |                  |                  |
|                | 5                                        | Baltimore                                | 20                                       |    |              |                            |                                |                            |                                  |                                  |                                  |                         |                         |  |  |                  |                  |                  |                  |                  |
|                | 5                                        | Baltimore                                | 20                                       | 5  | Baltimore    | 10                         |                                |                            |                                  |                                  |                                  |                         |                         |  |  |                  |                  |                  |                  |                  |
|                | 4                                        | Miami                                    | 3                                        | 5  | Baltimore    | 10                         |                                |                            |                                  |                                  |                                  |                         |                         |  |  |                  |                  |                  |                  |                  |
|                | 4                                        | Miami                                    | 3                                        | 1  | Pittsburgh   | 27                         |                                |                            |                                  |                                  |                                  |                         |                         |  |  |                  |                  |                  |                  |                  |

### Vincitore
| Vincitori del Super Bowl XXXVI New England Patriots 1º titolo |

## Premi individuali
| MVP della NFL                 | Kurt Warner, Quarterback, St. Louis             |
| Allenatore dell'anno          | Dick Jauron, Chicago                            |
| Giocatore offensivo dell'anno | Marshall Faulk, Running back, St. Louis         |
| Difensore dell'anno           | Michael Strahan, Defensive End, New York Giants |
| Rookie offensivo dell'anno    | Anthony Thomas, Running Back, Chicago           |
| Rookie difensivo dell'anno    | Kendrell Bell, Linebacker, Pittsburgh           |
| Comeback Player of the Year   | Garrison Hearst, Running Back, San Francisco    |